# Campionati mondiali maschili di pallacanestro Under-21
I Campionati mondiali maschili di pallacanestro Under-21 FIBA sono stati una competizione cestistica internazionale a cadenza quadriennale organizzata dalla FIBA, tra il 1993 e il 2005.
Le prime due edizioni erano riservate ad atleti con età inferiore ai 22 anni; il nome ufficiale della manifestazione era World Championship for Men "22 and Under". Nell'edizione 2001 il limite di età fu abbassato a 21 anni, e la denominazione adottata fu World Championship for Young Men. L'edizione 2005, l'ultima organizzata, è nota ufficialmente come FIBA U21 World Championship for Men.

## Albo d'oro
| Anno | Nazione ospitante       | Finale 1º/2º | Finale 1º/2º | Finale 1º/2º  | Finale 3º/4º | Finale 3º/4º | Finale 3º/4º    |
| Anno | Nazione ospitante       | Vincitore    | punteggio    | Secondo posto | Terzo posto  | punteggio    | Quarto posto    |
| ---- | ----------------------- | ------------ | ------------ | ------------- | ------------ | ------------ | --------------- |
| 1993 | Spagna Valladolid       | Stati Uniti  | 87-73        | Francia       | Brasile      | 79-76        | Italia          |
| 1997 | Australia Melbourne     | Australia    | 88-73        | Porto Rico    | Jugoslavia   | 84-72        | Argentina       |
| 2001 | Giappone Saitama        | Stati Uniti  | 89-80        | Croazia       | Argentina    | 87-82        | Rep. Dominicana |
| 2005 | Argentina Mar del Plata | Lituania     | 65-63        | Grecia        | Canada       | 79-74        | Australia       |

## Medagliere per nazioni
| Pos. | Paese       | Oro | Argento | Bronzo | Totale |
| ---- | ----------- | --- | ------- | ------ | ------ |
| 1    | Stati Uniti | 2   | 0       | 0      | 2      |
| 2    | Australia   | 1   | 0       | 0      | 1      |
| 2    | Lituania    | 1   | 0       | 0      | 1      |
| 4    | Croazia     | 0   | 1       | 0      | 1      |
| 4    | Francia     | 0   | 1       | 0      | 1      |
| 4    | Grecia      | 0   | 1       | 0      | 1      |
| 4    | Porto Rico  | 0   | 1       | 0      | 1      |
| 8    | Argentina   | 0   | 0       | 1      | 1      |
| 8    | Brasile     | 0   | 0       | 1      | 1      |
| 8    | Canada      | 0   | 0       | 1      | 1      |
| 8    | Jugoslavia  | 0   | 0       | 1      | 1      |